# Karl Dönitz
Karl Dönitz, nemški admiral, * 16. september 1891, Grünau, Berlin, † 24. december 1980, Aumühle, Hamburg. 
Dönitz je v vrste nemške mornarice vstopil leta 1910 in postal znan kot podmorniški poveljnik. Za časa prve svetovne vojne je bil poveljnik podmornice v Sredozemlju, ki so jo Angleži potopili in je bil nekaj časa vojni ujetnik. V času nacizma je bil najprej poveljnik križarke, nato pa se je vrnil med podmornice in prevzel njih poveljstvo. Svetovno znan je postal v drugi svetovni vojni, ko so njegova podmorniška krdela dosegala izjemne uspehe pri potapljanju nasprotnikovih ladij. Leta 1943 je postal celo vrhovni poveljnik nemške mornarice, veliki Admiral, vendar se je še vedno posvečal predvsem svojim podmornicam. Tako kot je v prvih letih vojne dosegal izjemne uspehe, tako je v drugem delu doživljal naravnost katastrofalne poraze, ko so Anglo-Američani obrnili potek bitke za Atlantik v svoj prid. Na koncu vojne je postal celo Hitlerjev naslednik, vendar je hitro privolil v nemško kapitulacijo. Tako je bil za kratek čas dvajsetih dni predsednik vlade Nemčije, čeprav se nikoli ni ukvarjal s politiko. Po vojni so mu sodili na Nürnberških procesih in ga obsodili na deset let zapora zaradi vodenja neomejene podmorniške vojne. Po izpustitvi se je umaknil v mirno življenje in umrl leta 1980 v starosti 89 let. 

## Napredovanja po činu
- Nemška cesarska mornarica: 
  - Seekadett: 1. april 1910 (mornariški oficirski kadet)
  - Fähnrich zur See (15. april 1911);
  - pomorski poročnik (27. september 1913);
  - pomorski nadporočnik (22. marec 1916)
- Nemška medvojna mornarica - Reichsmarine: 
  - Kapitänleutnant (1. januar 1921)
  - kapitan korvete (1. november 1928)
  - kapitan fregate (1. oktober 1933)
- Mornarica nacistične Nemčije - Kriegsmarine: 
  - kapitan (1. oktober 1935)
  - komodor (28. januar 1939)
  - kontraadmiral (1. oktober 1939)
  - viceadmiral (1. september 1940)
  - admiral (14. marec 1942)
  - veliki admiral (30. januar 1943)

## Odlikovanja
- viteški križec železnega križca (21. april 1940)
- viteški križec železnega križca s hrastovimi listi (223. prejemnik, 6. april 1943)
- viteški križec kraljevega pruskega dvornega redu Hohenzollerjev z meči (10. junij 1918)
- 1914 železni križec I. razreda (5. maj 1916)
- 1914 železni križec II. razreda (7. november 1914)
- kraljevi pruski splošni častni znak v srebru (7. junij 1913)
- železni polmesec (Turčija, 7. november 1914)
- anhaltski Friedrichov križec (17. januar 1916)
- srebrna Liakat medalja s sabljami (Turčija; 7. november 1914)
- Türkischer Medschidié-Orden IV. Klasse mit Säbel (13. marec 1917)
- podmorniški vojni znak 1918 (julij 1917)
- k.u.k. Österr. Militär-Verdienstkreuz III. Klasse mit der Kriegsdekoration: 24. december 1917
- Častni križec za frontne bojevnike (30. januar 1935)
- viteški križec I. razreda kraljevega švedskega viteškega redu (12. april 1936)
- odlikovanje Wehrmachta za služenje IV. do I. razreda (2. oktober 1936)
- komtur-križec kraljevega madžarskega zaslužnega reda (20. avgust 1938)
- priponka k EK II. (18. september 1939)
- priponka k EK I. (20. december 1939)
- medalja za združitev 1. oktober 1938 (20. december 1939)
- podmorniški vojni znak 1939 z briljanti (27. februar 1940)
- komtur-križ kraljevega italijanskega savojskega vojaškega reda (20. april 1940)
- veliki križ kraljevega španskega pomorskega zaslužnega križa (10. junij 1940)
- kraljevi romunski red Mihaela Viteza III. razreda (12. april 1943)
- kraljevi romunski red Mihaela Viteza II. razreda (12. april 1943)
- japonski red vzhajajočega srca I. razreda (11. september 1943)
- splošno odlikovanje za vodje zračnega plovila in opazovalce v zlatu z briljanti
- zlati častni znak NSDAP (30. januar 1944)
- veliki križ finskega križa svobode z meči (11. april 1944)
- Poročilo Wehrmachta (14. marec 1942; 5. maj 1945)

## Dela
- Deset let in dvanajst dni, 1958